# Partinico
Partinico er en italiensk by (og kommune) i regionen Sicilien i Italien, med omkring 30.674(2023) indbyggere.  